# Kika (Möbelhaus)

Logo von Kika-Leiner

Die Leiner & kika Möbelhandels GmbH war ein österreichisches Möbeleinzelhandelshaus mit Sitz in St. Pölten. Ende Dezember 2024 meldete das Unternehmen Konkurs an. Am 29. Jänner 2025 wurden alle verbleibenden 17 Filialen dauerhaft geschlossen, nachdem im Vorjahr das Filialnetz von 40 auf 17 Filialen reduziert worden war.

## Geschichte
1973 eröffnete Herbert Koch, Schwiegersohn von Rudolf Leiner Junior, das erste kika-Einrichtungshaus am Kreilplatz in Wien-Heiligenstadt. Das Konzept („Cash und Carry“, die Selbstabholung) war in Österreich neu und erfolgreich. Aus dem anfänglichen Mitnahmemarkt ist inzwischen ein „Full-Service“-Einrichtungshaus mit einem breiten Angebots- und Leistungsspektrum entstanden, das vom Einstiegspreissegment bis zu Hochwertsortimenten reicht.
18 Leiner- und 32 kika-Einrichtungshäuser wurden seit den Unternehmensgründungen auf dem österreichischen Markt eröffnet. Im Jahr 2000 wurde die Expansion mit der Vertriebsschiene kika international fortgesetzt. Der Expansionsschwerpunkt liegt dabei auf den zentral- und osteuropäischen Märkten. Im Juni 2005 eröffnete kika ein über 31.000 m² großes Möbelhaus in Prag. Im April 2006 wurde in Zagreb das erste kika-Einrichtungshaus in Kroatien eröffnet und im Dezember 2008 das erste kika-Einrichtungshaus in Bukarest/Rumänien. Derzeit gibt es sieben Standorte in Ungarn, sechs in Tschechien, vier in der Slowakei, drei in Kroatien, sowie einen in Rumänien.
Mit „k-Franchise“ fungierte kika außerdem als Franchisegeber und eröffnete unter anderem zwei Einrichtungshäuser in Riad und Dhahran in Saudi-Arabien. Diese Franchiseaktivitäten wurden zwischenzeitlich jedoch beendet.
Die Handelskette wurde im "Online Shopping Guide 2005" als bester Onlineshop Österreichs gekürt.
Vom Logistikcenter in St. Pölten, das knapp 100.000 m² Lagerfläche und 30.000 Regalstellplätze aufweist, werden alle kika-Einrichtungshäuser beliefert. Pro Monat werden im Durchschnitt 41.000 m³ Ware ausgeliefert.
Das Unternehmen befand sich seit Herbst 2013 vollständig im Besitz des südafrikanischen Steinhoff-Konzerns, der das Unternehmen zum Preis von 375 Millionen Euro gekauft hatte.
Im Februar 2017 gibt es 21 Lipo-Standorte als Teil der Steinhoff-Gruppe in der Schweiz.
Mit März 2017 wurden die zwei ersten Märkte der Diskontlinie „Lipo“ in Österreich eröffnet. Diese zwei Filialen mussten gemäß einer Entscheidung vom März 2018 wieder geschlossen werden.
Die Möbelhandelsgruppe kika/Leiner/Lipo mit Sitz in St. Pölten erklärte am 19. März 2018, nach einer Standortüberprüfung vier ihrer insgesamt 50 Standorte zu schließen: die Lipo-Standorte in Ansfelden und Langenzersdorf, die Leiner-Filiale in Bruck an der Mur sowie den kika-Standort in Wolfsberg (Kärnten). Die Restrukturierung betrifft auch die Lieferantenbeziehungen, das Warenwirtschaftssystem, die EDV und die Abläufe in den Servicelagern.
Nach „Turbulenzen“ beim Mutterkonzern Steinhoff stieg Anfang Juni 2018 eine Kreditversicherung ab und kika/Leiner drohte laut KSV mit der Auszahlungspflicht des Urlaubsgelds Ende Juni 2018 die Insolvenz.
Nachdem XXXLutz als Interessent für eine Übernahme kolportiert worden war, verlautete am 14. Juni 2018, dass die Signa Holding des Tiroler Immobilieninvestors René Benko die Möbelkette Kika/Leiner von Steinhoff kaufen werde. Nachdem der Kauf von der Wettbewerbsbehörde – vorzeitig – genehmigt worden war, wurde der Kauf rechtsgültig.
Am 16. August 2018 wurde bekannt, dass zwei weitere kika-Filialen schließen müssen, in Vösendorf (Niederösterreich) und Spittal an der Drau (Kärnten). Durch die Schließungen wurden laut einem Bericht der Presse bis zu 1100 Mitarbeiter gekündigt.
Im Juni 2023 berichtete die Presse den Verkauf von kika/Leiner an das Immobilienunternehmen Supernova von Frank Albert. Das operative Geschäft ging für einen symbolischen Betrag von 3 Euro an den ehemaligen XXXLutz-Geschäftsführer Hermann Wieser. Nach Ankündigung eines Sanierungskurses mit Schließung von 23 der 40 Häusern und Abbau von 1900 der 3900 Mitarbeiter stellte Wieser am 12. Juni 2023 einen Insolvenzantrag für das Unternehmen. Die 23 Filialen wurden Ende Juli 2023 geschlossen.
Anfang Oktober 2023 wurde das Sanierungsverfahren der insolventen Leiner & kika Möbelhandels GmbH genehmigt. Am 10. Oktober 2023 wurde die neue Kampagne „kikaLeiner – kommt euch näher“ vorgestellt als Neuanfang mit Fusionierung der beiden Möbelketten.
Im November 2024 meldete Kika/Leiner erneut Insolvenz an.
Am 13. November 2024 gab der Konkurrent XXXLutz bekannt, elf der vor eineinhalb Jahren geschlossenen Kika/Leiner-Standorte über seine Tochter  SAR Leasing GmbH als „Immobilieninvestment“ gekauft zu haben. Andere geschlossene Standorte wurden zwischenzeitlich an diverse andere Unternehmen veräußert, beispielsweise die kika-Filiale in Leoben an den in der Region ansässigen Betriebsverwerter Aurena, der zuvor noch an der Verwertung der Restbestände und des Inventars verschiedener anderer Standorte beteiligt gewesen war.
Am 4. Dezember 2024 zog das Unternehmen den Sanierungsplan zurück, da kein Investor gefunden werden konnte. Damit ist (Leiner und kika) in Konkurs.

## Kennzahlen
- Das Unternehmen (Leiner und kika) beschäftigt etwa 3.900 Mitarbeiter.
- Gemeinsam mit den Möbelhäusern der Leiner Gruppe hat der Konzern einen Umsatz von 1,265 Milliarden Euro erwirtschaftet.

## Ehemalige Kika-Einrichtungshäuser

### Österreich
- im Burgenland: Eisenstadt und Unterwart
- in Kärnten: Klagenfurt, Spittal an der Drau und Wolfsberg
- in Niederösterreich: Horn, Mistelbach, Stockerau, St. Pölten, Vösendorf und Wiener Neustadt
- in Oberösterreich: Aurolzmünster, Ansfelden und Linz
- in Salzburg: Eugendorf, Saalfelden und St. Johann im Pongau
- in der Steiermark: Feldbach, Graz, Leoben und Liezen
- in Tirol: Nußdorf-Debant, Imst, Rum und Wörgl
- in Vorarlberg: Dornbirn
- in Wien: Favoriten, Donaustadt und Ottakring

### Andere europäische Staaten
- Kroatien: Zagreb, Slavonski Brod, Rijeka
- Slowakei: Banská Bystrica, Bratislava, Košice, Poprad, Nitra
- Tschechien: Prag-Letňany, Prag (Čestlice), Brno, Plzeň, Olmütz, Liberec
- Ungarn: Budaörs, Budapest-Lehel, Budapest-Soroksár, Győr, Pécs, Debrecen und Szeged
- Rumänien: Bukarest
- Serbien: Belgrad
- Israel: Tel Aviv, Netanja